# Лучано Спінозі
Лучано Спінозі (італ. Luciano Spinosi, * 9 травня 1950, Рим) — колишній італійський футболіст, захисник. По завершенні ігрової кар'єри — футбольний тренер.
Як гравець насамперед відомий виступами за клуб «Ювентус», а також національну збірну Італії.
П'ятиразовий чемпіон Італії. Чотириразовий володар Кубка Італії. Володар Кубка УЄФА. Чемпіон Італії (як тренер). Триразовий володар Кубка Італії (як тренер). Дворазовий володар Суперкубка Італії з футболу (як тренер). Володар Кубка Кубків УЄФА (як тренер). Володар Суперкубка УЄФА (як тренер).

## Клубна кар'єра
Вихованець футбольної школи клубу «Тевере Рома». Дорослу футбольну кар'єру розпочав 1966 року в основній команді того ж клубу, в якій провів один сезон, взявши участь лише у 2 матчах чемпіонату.
Протягом 1967—1970 років захищав кольори команди клубу «Рома». За цей час виборов титул володаря Кубка Італії.
Своєю грою за останню команду привернув увагу представників тренерського штабу клубу «Ювентус», до складу якого приєднався 1970 року. Відіграв за «стару синьйору» наступні дев'ять сезонів своєї ігрової кар'єри. За цей час додав до переліку своїх трофеїв п'ять титулів чемпіона Італії, знову ставав володарем Кубка Італії, володарем Кубка УЄФА.
Згодом з 1979 по 1984 рік грав у складі команд клубів «Рома», «Верона» та «Мілан». Протягом цих років додав до переліку своїх трофеїв ще два титули володаря Кубка Італії.
Завершив професійну ігрову кар'єру у клубі «Чезена», за команду якого виступав протягом 1984—1985 років.

## Виступи за збірні
Протягом 1969—1971 років залучався до складу молодіжної збірної Італії. На молодіжному рівні зіграв у 3 офіційних матчах.
1971 року уперше вийшов на поле в офіційних матчах у складі національної збірної Італії. Протягом кар'єри у національній команді, яка тривала 4 роки, провів у формі головної команди країни 19 матчів, забивши 1 гол. У складі збірної був учасником чемпіонату світу 1974 року у ФРН.

## Кар'єра тренера
Розпочав тренерську кар'єру відразу ж по завершенні кар'єри гравця, 1985 року як тренер молодіжної команди клубу «Рома».
Надалі очолював команди клубів «Рома», «Лечче» та «Тернана», а також входив до тренерських штабів клубів «Сампдорія» та «Лаціо».
Наразі останнім місцем тренерської роботи був клуб «Ліворно», в якому Лучано Спінозі був одним з тренерів головної команди 2007 року.

## Титули і досягнення

### Як гравця
- Чемпіон Італії (5):

«Ювентус»: 1971–72, 1972–73, 1974–75, 1976–77, 1977–78
- Володар Кубка Італії (4):

«Рома»: 1968–69, 1979–80, 1980–81: «Ювентус»: 1978–79
- Володар Кубка УЄФА (1):

«Ювентус»: 1976–77

### Як тренера
- Чемпіон Італії (1):

«Лаціо»: 1999–00
- Володар Кубка Італії (3):

«Лаціо»: 1997–98, 1999–00, 2003–04
- Володар Суперкубка Італії з футболу (2):

«Лаціо»: 1998, 2000
- Володар Кубка Кубків УЄФА (1):

«Лаціо»: 1998–99
- Володар Суперкубка УЄФА (1):

«Лаціо»: 1999